# Catedrala Sfântul Ioan Botezătorul din Comrat

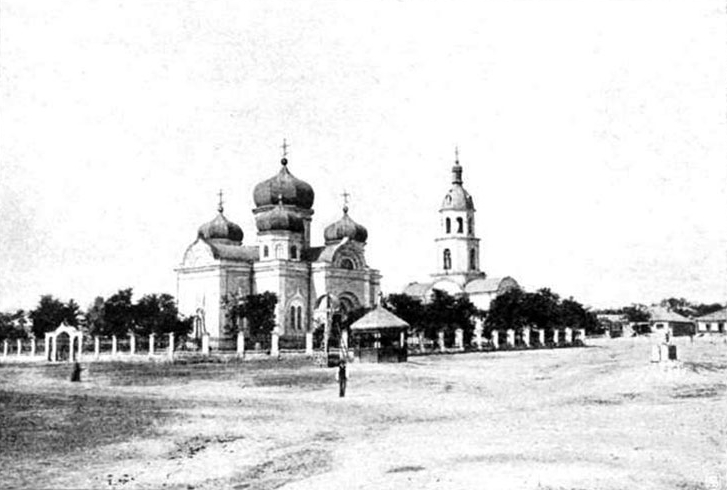
Catedrala în perioada țaristă

Catedrala „Sfântul Ioan Botezătorul” este o catedrală din Comrat, Găgăuzia, Republica Moldova.